# Dámaso Alonso

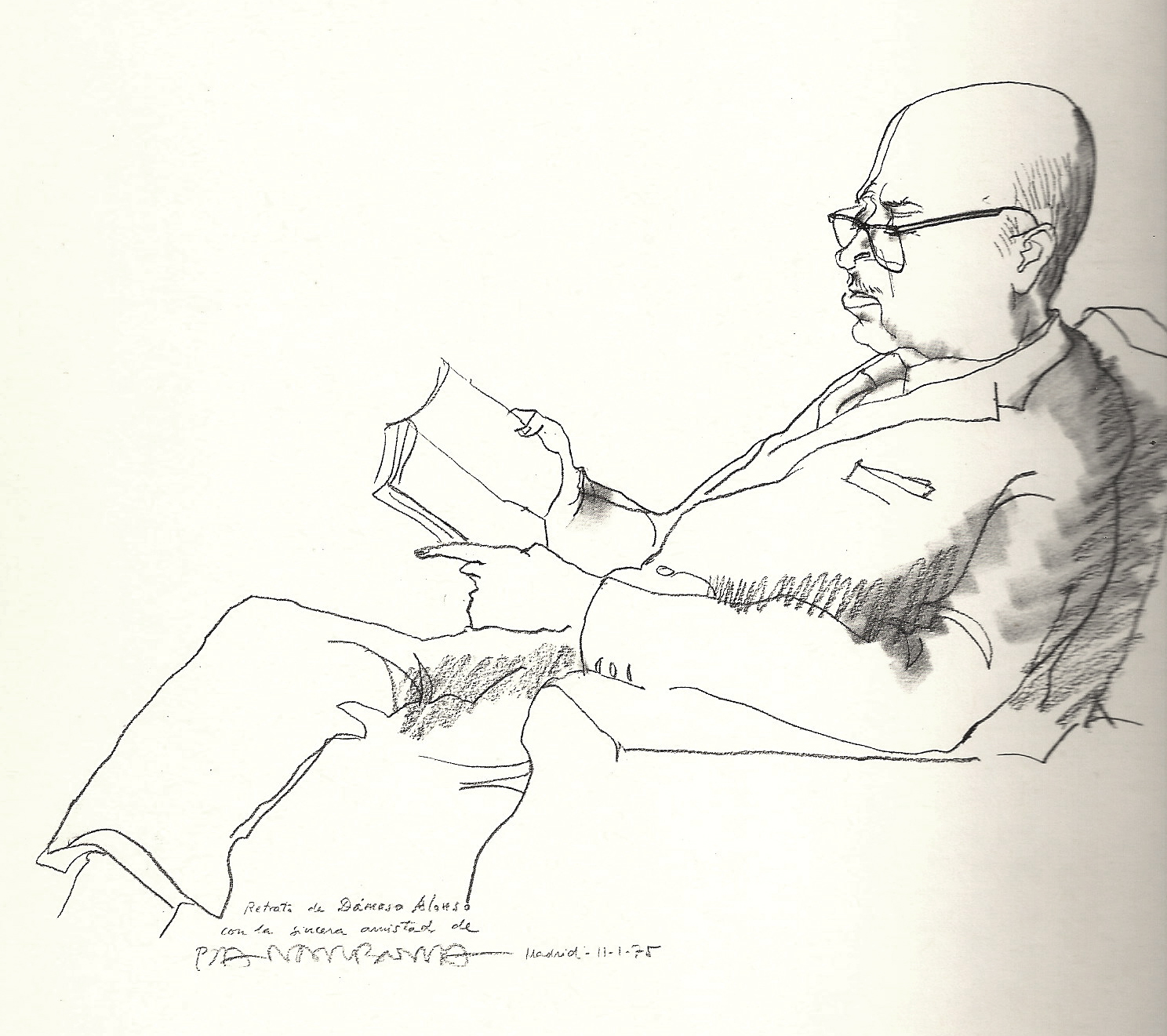
Dámaso Alonso porträtterad av Josep Pla-Narbona.

Dámaso Alonso, född 22 oktober 1898 i Madrid, död 25 januari 1990, var en spansk poet, filolog och litteraturkritiker. 

## Biografi
Alonso växte upp i La Felguera, en församling i norra Spanien, och återvände för att studera i Madrid med Jesuiter. När han hade sin examen i juridik, filosofi och litteratur började han umgås i kretsarna runt Residencia de Estudiantes där han lärde känna Federico García Lorca, Luis Buñuel, Pepín Bello och Salvador Dalí.

## Författarskap
Dámaso Alonso tillhörde inflytelserika Generation 27 men är mest känd för sina senare verk skrivna från 1940-talet och framåt. Diktsamlingen Hijos de la ira ("Vredens barn") från 1944 räknas till höjdpunkterna i spansk litteratur i perioden efter spanska inbördeskriget.
Som litteraturkritker är Alonso berömd för sina studier av spansk barocklitteratur, framför allt av Luis de Góngoras verk.
1978 tilldelades han Cervantespriset.